# Héctor Martirena
Héctor "Cholito" Martirena (9 de Julio, Buenos Aires, 8 de mayo de 1982) es un baloncestista argentino que se desempeña como ala-pívot o pívot. Actualmente juega en San Lorenzo de Monte Caseros del Torneo Pre-Federal de Corrientes en Argentina. 

## Carrera profesional
Martirena realizó las formativas en el club Mariano Moreno de Bragado y en el club 9 de Julio de Nueve de Julio. Tras mudarse a Junín, ciudad en la que se instaló para estudiar educación física, lo fichó San Martín donde hizo hasta su último año de juveniles. Surgió entonces la posibilidad de jugar un torneo regional y arrancó así como profesional en ese club. 
En su primer año en el equipo de mayores ascendió a lo que era la Liga C y poco después alcanzó la Liga B. Los juninenses llegaron a semifinales de ese torneo, pero fueron eliminados por el Náutico Hacoaj de Hernán Tettamanti. Al año siguiente renovó su contrato y ascendió al TNA. Luego de ese ascenso, llegó Daniel Jaule a dirigir y cambió a todos los jugadores del plantel que había ascendido. 
Martirena fue contratado por el Club Ciudad de Bragado con el cual ascendió al TNA. Después estuvo en Barrio Parque, en Banda Norte de Río Cuarto y en Alianza Viedma -alternando participaciones con Deportivo Patagones, equipo que jugaba los torneos de la Asociación de Básquet del Valle Inferior-, hasta que finalmente desembarcó en San Lorenzo de Chivilcoy, disputando el Torneo Federal de Básquetbol y obteniendo el ascenso en el repechaje. Ello motivó a Martirena a permanecer en el club bonaerense durante su campaña de 2012 en el TNA. 

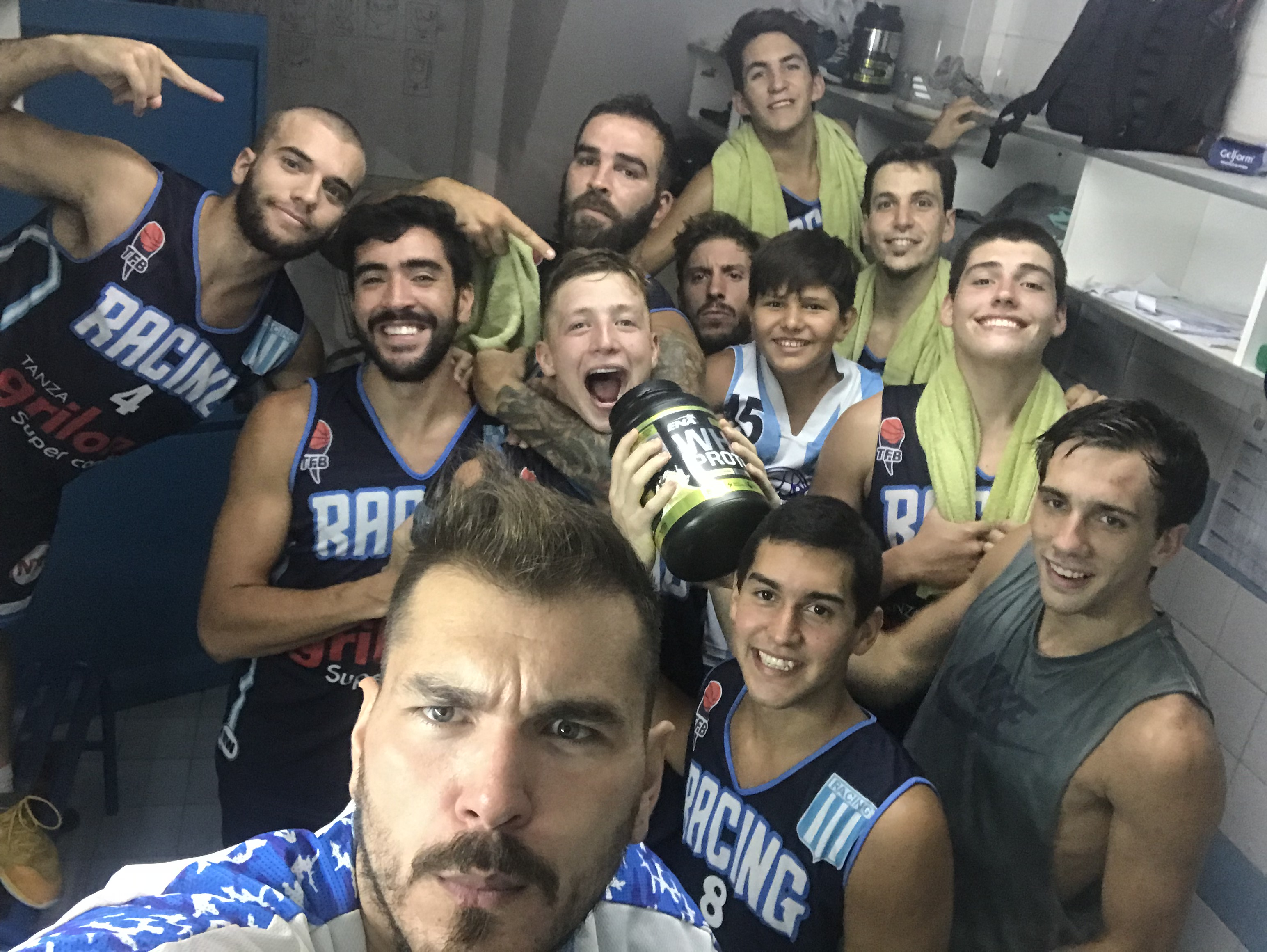
Temporada 2017/2018

En la temporada 2013/14 es contratado por Ferro, tradicional club del baloncesto argentino que en esa época militaba en la segunda categoría profesional. Pasó luego a Estudiantes de Olavarría, siendo requerido por el entrenador José Luis Pisani. Pese a que el equipo hizo una excelente campaña, terminó siendo eliminado por Instituto, quienes se consagrarían campeones de esa edición del TNA. 
A Martirena le surgió la posibilidad de jugar en el exterior a mediados de 2015, por lo que se instaló en Lima para incorporarse a Ejército Peruano. Su equipo fue el mejor de la fase regular.
Regresó a la Argentina para jugar la temporada 2015/16 del TFB en Atlético Tala. En esa ocasión el equipo alcanzó las finales de conferencia pero fue eliminado por Central Entrerriano. Martirena terminó como goleador del torneo con 22.5 puntos de promedio por partido.
La temporada siguiente la disputó con Racing de Chivilcoy. Sus excelentes actuaciones lo llevaron a ser elegido el MVP del torneo. 
Martirena dejó su país ante una nueva posibilidad de jugar en el extranjero. De ese modo aterrizó en La Salle de Tarija para disputar la Liga Boliviana de Básquetbol 2017, pero una lesión en su pie derecho lo obligó a repatriarse tan sólo un mes después de haber llegado a Bolivia.

Entrega de Copa Temporada 2017/2018

Renovó con Racing de Chivilcoy para una nueva temporada en el TFB. El equipo hizo una excelente campaña, logrando el récord de 37 victorias consecutivas y consiguiendo su ascenso a la categoría superior, el cual sería el cuarto ascenso en la carrera Martirena. Como forma de reconocimiento por sus logros deportivos, Martirena participó del Juego de las Estrellas de la Liga Nacional de Básquet 2018. En esa ocasión jugó a la par de Luca Vildoza, Nicolás Laprovíttola y Máximo Fjellerup.
Pese a tener ofertas para jugar en La Liga Argentina, Martirena prefirió permanecer en el TFB fichando con Ferrocarril Patagónico de Puerto Madryn. Al finalizar la temporada fue convocado por el entrenador Pablo Coleffi para integrar Argentina Desarrollo, un combinado de jugadores de La Liga Argentina y del Torneo Federal de Básquetbol que representó a su país en una gira por China. Culminada esa experiencia, se unió a Presidente Derqui.
En 2020 regresó a Racing de Chivilcoy, con el objetivo de ascender a la Liga Nacional de Básquet (cosa que finalmente no sucedió).
Martirena llegó a Los Indios a mediados de 2021, sumado al plantel para disputar la Liga Metropolitana 2021. El experimentado jugador condujo a su equipo al campeonato, derrotando en la final a Defensores de Hurlingham, que era comandado por Maxi Stanic. Posteriormente jugó con su equipo en la temporada 2022 de La Liga Federal. 
Culminado el campeonato regresó a Presidente Derqui para afrontar los nuevos desafíos con el club.
En julio de 2025 se unió a San Lorenzo de Monte Caseros para disputar el Torneo Pre-Federal de Corrientes.

### Clubes
- Actualizado hasta el 24 de febrero de 2024.

| Club                         | País      | Año             |
| ---------------------------- | --------- | --------------- |
| San Martín de Junín          | Argentina | 2000 - 2004     |
| Ferro de General Pico        | Argentina | 2004            |
| San Martín de Junín          | Argentina | 2004 - 2005     |
| Ciudad de Bragado            | Argentina | 2005 - 2006     |
| Deportivo Patagones          | Argentina | 2006            |
| Ciudad de Bragado            | Argentina | 2006 - 2007     |
| Deportivo Patagones          | Argentina | 2007            |
| Barrio Parque                | Argentina | 2007 - 2008     |
| Banda Norte de Río Cuarto    | Argentina | 2008 - 2009     |
| Alianza Viedma               | Argentina | 2009 - 2010     |
| Deportivo Patagones          | Argentina | 2010            |
| Alianza Viedma               | Argentina | 2010 - 2011     |
| Deportivo Patagones          | Argentina | 2011            |
| San Lorenzo de Chivilcoy     | Argentina | 2011 - 2013     |
| Ferro                        | Argentina | 2013 - 2014     |
| Deportivo Patagones          | Argentina | 2014            |
| Estudiantes de Olavarría     | Argentina | 2014 - 2015     |
| Ejército Peruano             | Perú      | 2015            |
| Atlético Tala                | Argentina | 2015 - 2016     |
| Racing de Chivilcoy          | Argentina | 2016 - 2017     |
| La Salle de Tarija           | Bolivia   | 2017            |
| Racing de Chivilcoy          | Argentina | 2017 - 2018     |
| Ferrocarril Patagónico       | Argentina | 2018 - 2019     |
| Presidente Derqui            | Argentina | 2019 - 2020     |
| Racing de Chivilcoy          | Argentina | 2020 - 2021     |
| Los Indios                   | Argentina | 2021 - 2022     |
| Presidente Derqui            | Argentina | 2022 - 2023     |
| Unitarios                    | Argentina | 2023            |
| River Plate                  | Argentina | 2024            |
| Deportivo Roca               | Argentina | 2025            |
| San Lorenzo de Monte Caseros | Argentina | 2025 - Presente |